# César Azpilicueta
César Azpilicueta Tanco (Zizur Mayor, Navarra, España, 28 de agosto de 1989) es un futbolista español que juega como defensa. Actualmente está sin equipo.
Es internacional absoluto con la selección española desde 2013, con la que ha disputado tres Mundiales (2014, 2018 y 2022) y las Eurocopas de 2016 y 2020. Previamente pasó por la selección olímpica y por todas las categorías inferiores de la selección nacional, proclamándose campeón de Europa sub-19 y sub-21.

## Trayectoria

### Categorías inferiores
Dio sus primeros pasos en el fútbol en el equipo de su colegio, el Club Deportivo San Cernin y en el de su localidad natal Ardoi de Zizur Mayor. Después, con 12 años, se incorporó a la cantera de Osasuna, desde donde llegó al primer equipo en 2007.

### Club Atlético Osasuna
Ziganda le hizo debutar en el club rojillo en un partido de Copa ante el Getafe disputado el 28 de febrero de 2007. El 8 de abril debutó en Primera División en una derrota ante el Real Madrid (2-0) en el Estadio Santiago Bernabéu. El 4 de abril de 2010, con apenas 20 años, jugó contra el Valencia CF su partido número 100 con el Osasuna, superando a Iñigo Larrainzar como el jugador más joven en alcanzar dicha cifra. En el conjunto rojillo se estableció como lateral derecho, dando un gran nivel y llamando la atención de equipos con mayor poder económico. Finalmente, en el verano de 2010 se incorporó al vigente campeón de la liga francesa, el Olympique de Marsella.

### Olympique de Marsella

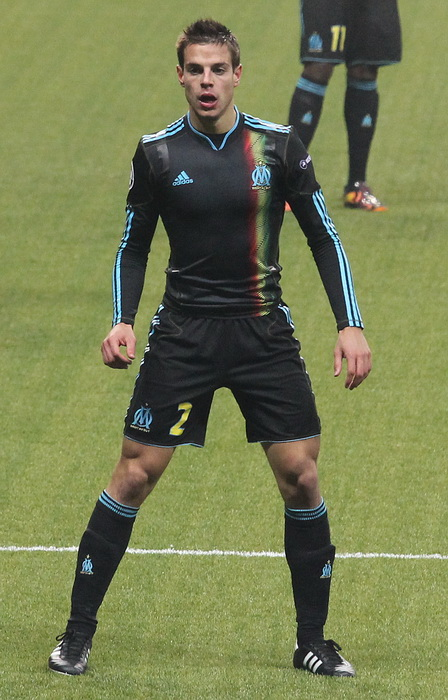
Azpilicueta jugando para Marsella en 2010

Su traspaso al Olympique de Marsella se cifró entre 6 y 9,5 millones de euros en función de variables, firmando un contrato de 4 años. Azpilicueta cogió el "2" como dorsal para jugar sus partidos con el Marsella. Nada más empezar la temporada, César Azpilicueta ganó su primer título a nivel de clubes - la Supercopa francesa 0-0 (5-4 penalties) contra el Paris Saint Germain.
El 15 de septiembre de 2010, jugó su primer partido en la Liga de Campeones de la UEFA con 21 años, aunque el Marsella perdió ese partido 0-1 contra el FC Spartak de Moscú. El 27 de noviembre de 2010 sufrió una grave lesión al comienzo del partido que su equipo jugó frente al Montpellier y que ganó por 4-0; estuvo fuera de los terrenos de juego durante seis meses tras romperse el ligamento cruzado anterior de la rodilla izquierda. Durante la lesión, el Olympique de Marsella ganó la Copa de la Liga al vencer 1-0 al Montpellier HSC en el Stade de France. En la temporada 2011-12 revalidó los dos títulos que había conquistado la temporada anterior.

### Chelsea F. C.

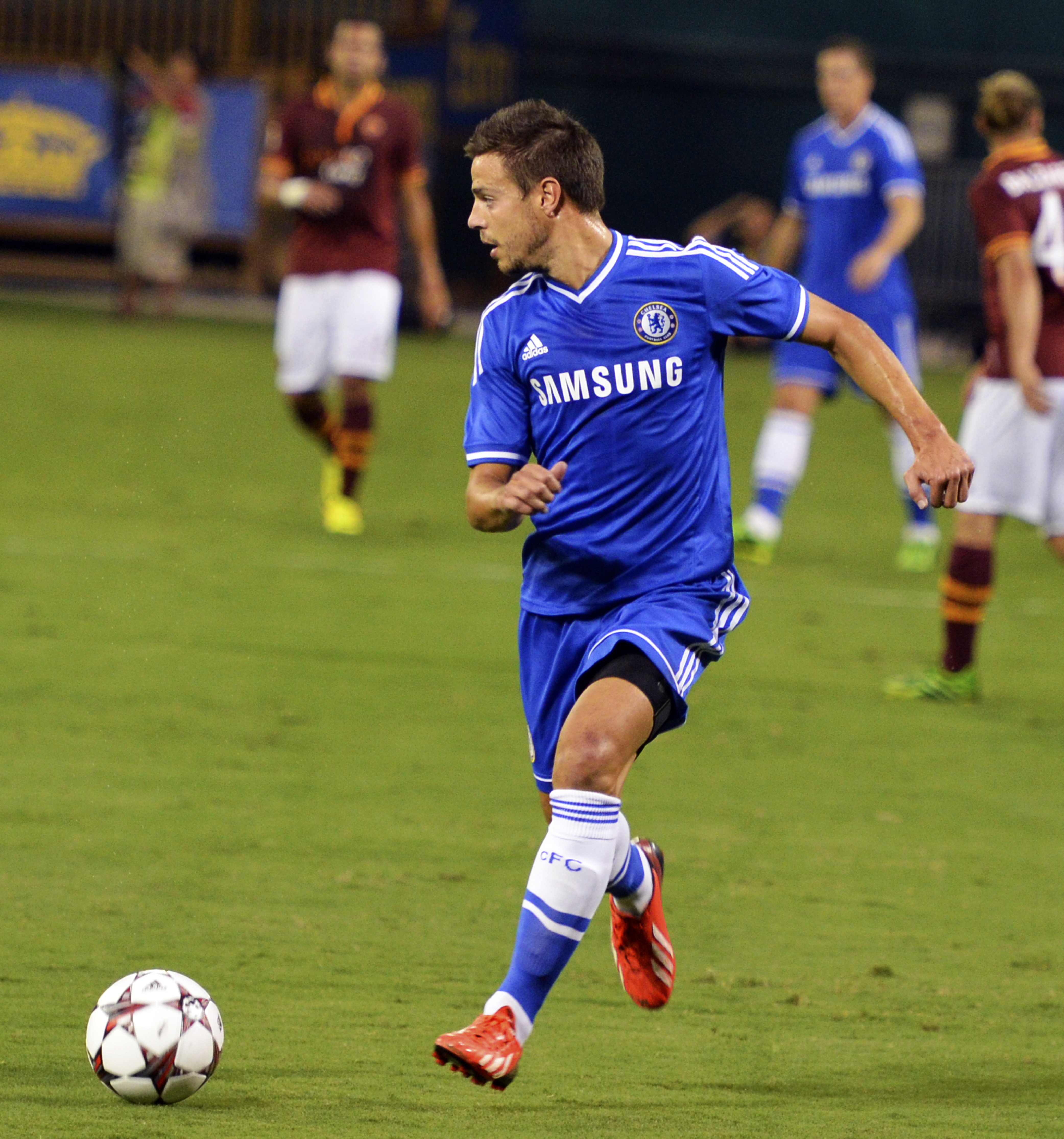
Azpilicueta en acción jugando contra la Roma en 2013.

El 24 de agosto de 2012 el Chelsea Football Club fichó a Azpilicueta por 10 millones de euros y un contrato hasta la temporada 2016/17. Azpilicueta tardó en adaptarse al equipo, pero pronto empezó a jugar y ser importante en el equipo. Ese mismo año, el Chelsea, entrenado por Rafa Benítez tras la destitución de Roberto Di Matteo, ganó la Liga Europa de la UEFA 2012-13, siendo éste el primer título europeo para el jugador navarro.
A la temporada siguiente, el Chelsea, esta vez dirigido por José Mourinho, empezó mal la temporada perdiendo contra el Bayern de Múnich 2-1 en la Supercopa de Europa. Esta vez a Azpilicueta le costaría más adaptarse al juego del equipo y perdió el puesto de lateral derecho por Branislav Ivanović. Finalmente, una lesión de Ashley Cole permitió al español jugar como lateral izquierdo, ganándose la titularidad. El 26 de febrero de 2014, en la previa de la ida de octavos de final de Liga de Campeones, José Mourinho, entrenador del Chelsea, afirmó que: "Con once Azpilicuetas podríamos ganar la Champions". El 12 de mayo, Azpilicueta fue elegido por sus compañeros como mejor jugador de la temporada 2013-14 del club Chelsea superando al favorito Eden Hazard. Al recibir el reconocimiento de la mano del exportero italiano, Carlo Cudicini, dijo: "Gracias a todos, para mí es un placer recibir este premio".
En su tercera temporada en el club londinense conquistó su primera Premier League y la Copa de la Liga de Inglaterra 2014-15. En esa temporada mantuvo su puesto de lateral izquierdo por delante de Filipe Luis. Con la llegada de Antonio Conte, en 2016, pasó a jugar como central en una línea de tres centrales, después de haber jugado tres temporadas como lateral izquierdo. El 22 de abril de 2017 lució por primera vez el brazalete de capitán en el partido de semifinales de la FA Cup ante el Tottenham. Al término de la temporada logró la Premier League 2016-17 jugando todos los minutos de todos los partidos ligueros. El gran nivel mostrado le permitió estar nominado al premio de jugador del año de la Premier League, que ganó su compañero N'Golo Kanté. De cara a la temporada 2017-18, con la marcha de John Terry, se convirtió en el segundo capitán del equipo por detrás de Gary Cahill. En la temporada 2018-19 pasó a ser el primer capitán del Chelsea, llegando a levantar esa temporada la Europa League y convertirse en el segundo trofeo europeo para el navarro.
Azpilicueta se ha convertido en uno de los jugadores más emblemáticos del club, con 508 partidos con los Blues a lo largo de su carrera. Ha ganado numerosos trofeos, entre ellos una Champions League, un Mundial de Clubes, dos Premier Leagues y dos Europa Leagues.

### Atlético de Madrid
El 6 de julio de 2023, Azpilicueta fue anunciado como nuevo fichaje del Atlético de Madrid con contrato hasta junio de 2024. El lateral firmó por el club de forma gratuita. Debutó con el club el 14 de agosto, en una victoria liguera por 3-1 contra el Granada. Tras disputar 34 partidos en su primera temporada, renovó su contrato con el club por un año más en junio de 2024.
El 17 de mayo de 2025, se anunció que Azpilicueta no renovaría su contrato con el Atlético de Madrid más allá de la temporada 2024-25 de LaLiga. En sus dos temporadas en el Metropolitano (primero firmó por una y después renovó por otra), ha jugado 54 de los 85 partidos disponible (20 de 44 en esta campaña), 32 de ellos como titular

## Selección nacional

### Categorías inferiores

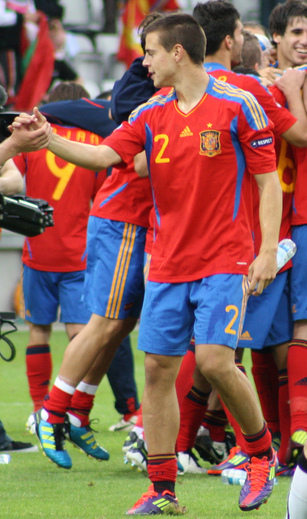
Con la selección sub-21

Pasó por todas las categorías inferiores de la selección nacional, sumando 60 partidos y 3 goles, y habiéndose proclamado campeón de Europa sub-19 y sub-21.

#### Juegos Olímpicos de Londres 2012
En julio de 2012 fue incluido en la lista de 18 jugadores que participaron representando a España en los Juegos Olímpicos de Londres 2012. En el torneo sólo disputó el tercer partido, cuando la selección ya estaba eliminada, ante Marruecos.

### Categoría absoluta
El 1 de febrero de 2013, fue convocado por primera vez con la selección absoluta para disputar un amistoso contra Uruguay en Doha, el día 6 de febrero, partido en el cual la selección nacional venció al combinado charrúa por tres goles a uno. Debutó saliendo en el once titular.

#### Copa Confederaciones 2013
En junio de 2013, el seleccionador nacional Vicente del Bosque lo convocó para la Copa Confederaciones. Azpilicueta sólo jugó dos partidos de la Confederaciones, en los que disfrutó 135 minutos. En este torneo partió como lateral derecho suplente por detrás de Arbeloa.

#### Copa del Mundo 2014
El 31 de mayo de 2014, Vicente del Bosque lo incluyó en la lista de 23 jugadores seleccionados para el Mundial de Brasil 2014. Fue titular como lateral derecho en los dos primeros partidos del torneo por delante de Juanfran.

#### Eurocopa 2016
Fue uno de los 23 convocados españoles para disputar la Eurocopa 2016. En esta ocasión, Jordi Alba fue titular por delante del jugador navarro en el lateral izquierdo y solo pudo jugar nueve minutos ante Turquía.

#### Copa del Mundo 2018
El 21 de mayo de 2018, Julen Lopetegui lo incluyó en la lista de 23 jugadores seleccionados para el Mundial de Rusia 2018. Durante el torneo fue suplente, sin disputar minutos en ni un solo partido.

#### Eurocopa 2020
Tras ser ignorado por casi 3 años en las convocatorias, fue convocado por Luis Enrique para disputar la Eurocopa 2020, donde tras estar en los dos primeros partidos en el banquillo y sin sumar minutos, ingresó como titular ante Eslovaquia, manteniendo el puesto en el partido de octavos ante Croacia, donde anotó un gol en la victoria por 5 a 3, y en cuartos ante Suiza. Repitió titularidad en semifinales frente a Italia, donde España caería en penaltis tras el empate a 1 en tiempo reglamentario.
Liga de Naciones de la UEFA
Debutó en la Liga de Naciones con España en septiembre de 2018 ante Croacia jugando 15 minutos, donde España ganó 6-0. Azpilicueta fue suplente en los otros 3 partidos del grupo 4 de la liga A, donde España se quedó a las puertas de la primera Final Four. En la siguiente edición, no vio presencia hasta la Final Four celebrada en octubre de 2021, donde César jugó los 90 minutos contra Italia, donde España venció a Italia en semifinales y perdió la gran final frente a la selección francesa.

### Participaciones en Copas del Mundo
| Copa                           | Sede   | Resultado        | Partidos | Goles |
| ------------------------------ | ------ | ---------------- | -------- | ----- |
| Copa Mundial de Fútbol de 2014 | Brasil | Primera fase     | 2        | 0     |
| Copa Mundial de Fútbol de 2018 | Rusia  | Octavos de final | 0        | 0     |
| Copa Mundial de Fútbol de 2022 | Catar  | Octavos de final | 2        | 0     |

### Participaciones en Eurocopas
| Copa          | Sede    | Resultado        | Partidos | Goles |
| ------------- | ------- | ---------------- | -------- | ----- |
| Eurocopa 2016 | Francia | Octavos de final | 1        | 0     |
| Eurocopa 2020 | Europa  | Semifinales      | 4        | 1     |

### Goles internacionales
| N.º | Fecha               | Estadio                               | Rival   | Gol | Resultado | Competición   |
| --- | ------------------- | ------------------------------------- | ------- | --- | --------- | ------------- |
| 1.  | 28 de junio de 2021 | Parken Stadion, Copenhague, Dinamarca | Croacia | 1-2 | 3-5       | Eurocopa 2020 |

## Vida privada
El 31 de marzo de 2014 nació su primera hija, Martina, la cual tuvo con su novia de toda la vida, Adriana Guerendiain. El 20 de junio de 2015, contrajeron matrimonio en Pamplona. Tienen 2 hijos más, Carlota y Mateo.
Estudió el máster en Administración y Dirección de Empresas en el Longford International College y el programa de Negocios sobre Medios, Deporte y Entretenimiento en la Universidad de Harvard.

## Estadísticas

### Clubes
Actualizado al último partido disputado el 15 de mayo de 2025.
| Club                          | Div.          | Temporada     | Liga  | Liga  | Liga   | Copas nacionales | Copas nacionales | Copas nacionales | Copas internacionales | Copas internacionales | Copas internacionales | Total | Total | Total  |
| Club                          | Div.          | Temporada     | Part. | Goles | Asist. | Part.            | Goles            | Asist.           | Part.                 | Goles                 | Asist.                | Part. | Goles | Asist. |
| ----------------------------- | ------------- | ------------- | ----- | ----- | ------ | ---------------- | ---------------- | ---------------- | --------------------- | --------------------- | --------------------- | ----- | ----- | ------ |
| C. A. Osasuna "B" · España    | 2.ª B         | 2006-07       | 24    | 1     | 0      | ―                | ―                | ―                | ―                     | ―                     | ―                     | 24    | 1     | 0      |
| C. A. Osasuna "B" · España    | 2.ª B         | 2007-08       | 3     | 0     | 0      | ―                | ―                | ―                | ―                     | ―                     | ―                     | 3     | 0     | 0      |
| C. A. Osasuna "B" · España    | Total club    | Total club    | 27    | 1     | 0      | 0                | 0                | 0                | 0                     | 0                     | 0                     | 27    | 1     | 0      |
| C. A. Osasuna · España        | 1.ª           | 2006-07       | 1     | 0     | 0      | 1                | 0                | 0                | 1                     | 0                     | 0                     | 3     | 0     | 0      |
| C. A. Osasuna · España        | 1.ª           | 2007-08       | 29    | 0     | 1      | 0                | 0                | 0                | ―                     | ―                     | ―                     | 29    | 0     | 1      |
| C. A. Osasuna · España        | 1.ª           | 2008-09       | 36    | 0     | 1      | 2                | 0                | 0                | ―                     | ―                     | ―                     | 38    | 0     | 1      |
| C. A. Osasuna · España        | 1.ª           | 2009-10       | 33    | 0     | 1      | 5                | 0                | 0                | ―                     | ―                     | ―                     | 38    | 0     | 1      |
| C. A. Osasuna · España        | Total club    | Total club    | 99    | 0     | 3      | 8                | 0                | 0                | 1                     | 0                     | 0                     | 108   | 0     | 3      |
| Olympique de Marsella Francia | 1.ª           | 2010-11       | 15    | 0     | 1      | 2                | 1                | 0                | 4                     | 0                     | 1                     | 21    | 1     | 2      |
| Olympique de Marsella Francia | 1.ª           | 2011-12       | 30    | 1     | 2      | 6                | 0                | 2                | 8                     | 0                     | 0                     | 44    | 1     | 4      |
| Olympique de Marsella Francia | 1.ª           | 2012-13       | 2     | 0     | 0      | 0                | 0                | 0                | 1                     | 0                     | 0                     | 3     | 0     | 0      |
| Olympique de Marsella Francia | Total club    | Total club    | 47    | 1     | 3      | 8                | 1                | 2                | 13                    | 0                     | 1                     | 68    | 2     | 6      |
| Chelsea F. C. Inglaterra      | 1.ª           | 2012-13       | 27    | 0     | 3      | 10               | 0                | 0                | 11                    | 0                     | 0                     | 48    | 0     | 3      |
| Chelsea F. C. Inglaterra      | 1.ª           | 2013-14       | 29    | 0     | 0      | 5                | 1                | 1                | 10                    | 0                     | 3                     | 44    | 1     | 4      |
| Chelsea F. C. Inglaterra      | 1.ª           | 2014-15       | 29    | 0     | 3      | 7                | 0                | 1                | 4                     | 0                     | 0                     | 40    | 0     | 4      |
| Chelsea F. C. Inglaterra      | 1.ª           | 2015-16       | 37    | 2     | 4      | 4                | 0                | 1                | 8                     | 0                     | 0                     | 49    | 2     | 5      |
| Chelsea F. C. Inglaterra      | 1.ª           | 2016-17       | 38    | 1     | 4      | 9                | 1                | 2                | ―                     | ―                     | ―                     | 47    | 2     | 6      |
| Chelsea F. C. Inglaterra      | 1.ª           | 2017-18       | 37    | 2     | 6      | 7                | 0                | 1                | 8                     | 1                     | 0                     | 52    | 3     | 7      |
| Chelsea F. C. Inglaterra      | 1.ª           | 2018-19       | 38    | 1     | 5      | 10               | 0                | 2                | 9                     | 0                     | 0                     | 57    | 1     | 7      |
| Chelsea F. C. Inglaterra      | 1.ª           | 2019-20       | 36    | 2     | 6      | 5                | 0                | 1                | 8                     | 2                     | 0                     | 49    | 4     | 7      |
| Chelsea F. C. Inglaterra      | 1.ª           | 2020-21       | 26    | 1     | 2      | 6                | 0                | 2                | 11                    | 0                     | 0                     | 43    | 1     | 4      |
| Chelsea F. C. Inglaterra      | 1.ª           | 2021-22       | 27    | 1     | 2      | 8                | 1                | 0                | 12                    | 1                     | 1                     | 47    | 3     | 3      |
| Chelsea F. C. Inglaterra      | 1.ª           | 2022-23       | 25    | 0     | 0      | 2                | 0                | 0                | 5                     | 0                     | 0                     | 32    | 0     | 0      |
| Chelsea F. C. Inglaterra      | Total club    | Total club    | 349   | 10    | 35     | 73               | 3                | 11               | 86                    | 4                     | 4                     | 508   | 17    | 50     |
| Atlético de Madrid · España   | 1.ª           | 2023-24       | 24    | 0     | 2      | 3                | 0                | 0                | 6                     | 0                     | 0                     | 33    | 0     | 2      |
| Atlético de Madrid · España   | 1.ª           | 2024-25       | 13    | 1     | 0      | 4                | 0                | 0                | 2                     | 0                     | 0                     | 19    | 1     | 0      |
| Atlético de Madrid · España   | Total club    | Total club    | 37    | 1     | 2      | 7                | 0                | 0                | 8                     | 0                     | 0                     | 52    | 1     | 2      |
| Total carrera                 | Total carrera | Total carrera | 559   | 13    | 43     | 96               | 4                | 13               | 108                   | 4                     | 5                     | 763   | 21    | 61     |

Fuentes: Premier League - Besoccer - Transfermarkt

## Palmarés

### Campeonatos nacionales
| Título               | Club                  | País       | Año  |
| -------------------- | --------------------- | ---------- | ---- |
| Supercopa de Francia | Olympique de Marsella | Francia    | 2010 |
| Copa de la Liga      | Olympique de Marsella | Francia    | 2011 |
| Supercopa de Francia | Olympique de Marsella | Francia    | 2011 |
| Copa de la Liga      | Olympique de Marsella | Francia    | 2012 |
| Copa de la Liga      | Chelsea F. C.         | Inglaterra | 2015 |
| Premier League       | Chelsea F. C.         | Inglaterra | 2015 |
| Premier League       | Chelsea F. C.         | Inglaterra | 2017 |
| FA Cup               | Chelsea F. C.         | Inglaterra | 2018 |

### Campeonatos internacionales
| Título                            | Club (*)        | Sede      | Año  |
| --------------------------------- | --------------- | --------- | ---- |
| Eurocopa Sub-19                   | España (sub-19) | Austria   | 2007 |
| Eurocopa Sub-21                   | España (sub-21) | Dinamarca | 2011 |
| Liga Europa de la UEFA            | Chelsea F. C.   | Ámsterdam | 2013 |
| Liga Europa de la UEFA            | Chelsea F. C.   | Bakú      | 2019 |
| Liga de Campeones de la UEFA      | Chelsea F. C.   | Oporto    | 2021 |
| Supercopa de la UEFA              | Chelsea F. C.   | Belfast   | 2021 |
| Copa Mundial de Clubes de la FIFA | Chelsea F. C.   | EAU       | 2021 |

(*) Incluyendo la selección.

### Distinciones individuales
| Distinción                            | Año  |
| ------------------------------------- | ---- |
| XI de la Liga Europa de la UEFA       | 2019 |
| XI de la Liga de Campeones de la UEFA | 2021 |